# Hello, I’m Dolly
Hello, I’m Dolly (с англ. — «Привет, я Долли») — дебютный студийный альбом американской певицы Долли Партон, выпущенный 13 февраля 1967 года на лейбле Monument Records.

## Об альбоме
Певица является автором или соавтором практически всех песен на альбоме, за исключением «Dumb Blonde», автором которой стал Кёрли Путман, и «I’ve Lived My Life», которую написала Лола Джин Диллон. На альбоме присутствуют кавер-версии песен, которые она написала для других исполнителей: «Put It Off Until Tomorrow» (Билл Филлипс), «Fuel to the Flame» (Скитер Дэвис), and «I’m in No Condition» (Хэнк Уильямс мл.).
Благодаря выпуску альбома и удачным синглам, выпущенным с него, Долли приглашает в свою телевизионную музыкальную программу Портер Вагонер.
В 1972 году альбом был переиздан на двойном виниле вместе с пластинкой As Long as I Love под общим названием The World of Dolly Parton. Издание альбома на CD состоялась только в 1988 году. С декабря 2015 года он доступен для цифровой загрузки.

## Критический приём
| Оценки критиков | Оценки критиков |
| Источник        | Оценка          |
| --------------- | --------------- |
| AllMusic        | [ 1 ]           |

В журнале Billboard, опубликованном 28 октября 1967, было сказано: «У Долли Партон голос маленькой девочки, но она — „Лолита“ из бара хонки-тонк, кутящая „глупая блондинка“». Также рецензент отметил такие песни как «I Wasted My Tears», «I Don’t Want to Throw Rice», «Something Fishy» и «Fuel to the Flame».
Хвалебный отзыв на альбом представило также издание Cashbox, рецензента которого поразил вокал Партон, его «жаворонковое» звучание, он также выделил песни «Dumb Blonde», «Put It Off Until Tomorrow», «Fuel to the Flame» и «The Giving and the Taking».

## Коммерческий приём
Альбом дебютировал под номером 43 в чарте Billboard Hot Country Albums 11 ноября 1967 года. Его пиком стала 11 строчка, которую он занял 13 января 1968 года на десятой неделе пребывания в чарте. Всего альбом провёл в чарте 14 недель.
Первый сингл с альбома, «The Little Things», был выпущен в июне 1966 года и не смог попасть в чарты. «Dumb Blonde» был выпущен как сингл в ноябре 1966 года и подарил Партон её первый хит топ-40, достигнув пика на 24-м месте в Billboard Hot Country Singles. Третий сингл альбома, «Something Fishy», был выпущен в мае 1967 года и смог достичь 17 строчки в данном чарте.
В обзоре для AllMusic Юджин Чадбурн называет альбом уверенным появлением Партон на сцене, ведь почти половина песен с альбома стали её «классикой». Также он отмечает харизматичное исполнение и отлично подобранный под Партон материал.

## Список композиций
| №  | Название                     | Автор(ы)                 | Длительность |
| -- | ---------------------------- | ------------------------ | ------------ |
| 1. | «Dumb Blonde»                | Кёрли Путман             | 2:27         |
| 2. | «Your Ole Handy Man»         | Долли Партон             | 2:12         |
| 3. | «I Don’t Want to Throw Rice» | Долли Партон, Билл Оуэнс | 2:25         |
| 4. | «Put It Off Until Tomorrow»  | Долли Партон, Билл Оуэнс | 2:22         |
| 5. | «I Wasted My Tears»          | Долли Партон, Билл Оуэнс | 2:19         |
| 6. | «Something Fishy»            | Долли Партон             | 2:07         |

| №  | Название                    | Автор(ы)                 | Длительность |
| -- | --------------------------- | ------------------------ | ------------ |
| 1. | «Fuel to the Flame»         | Долли Партон, Билл Оуэнс | 2:39         |
| 2. | «The Giving and the Taking» | Долли Партон, Билл Оуэнс | 2:25         |
| 3. | «I’m in No Condition»       | Долли Партон             | 2:13         |
| 4. | «The Company You Keep»      | Долли Партон, Билл Оуэнс | 2:33         |
| 5. | «I’ve Lived My Life»        | Лола Джин Диллан         | 2:28         |
| 6. | «The Little Things»         | Долли Партон, Билл Оуэнс | 2:29         |

## Чарты
| Чарт (1968)                        | Пиковая позиция |
| ---------------------------------- | --------------- |
| США (Billboard Top Country Albums) | 11              |